# Moss Kena

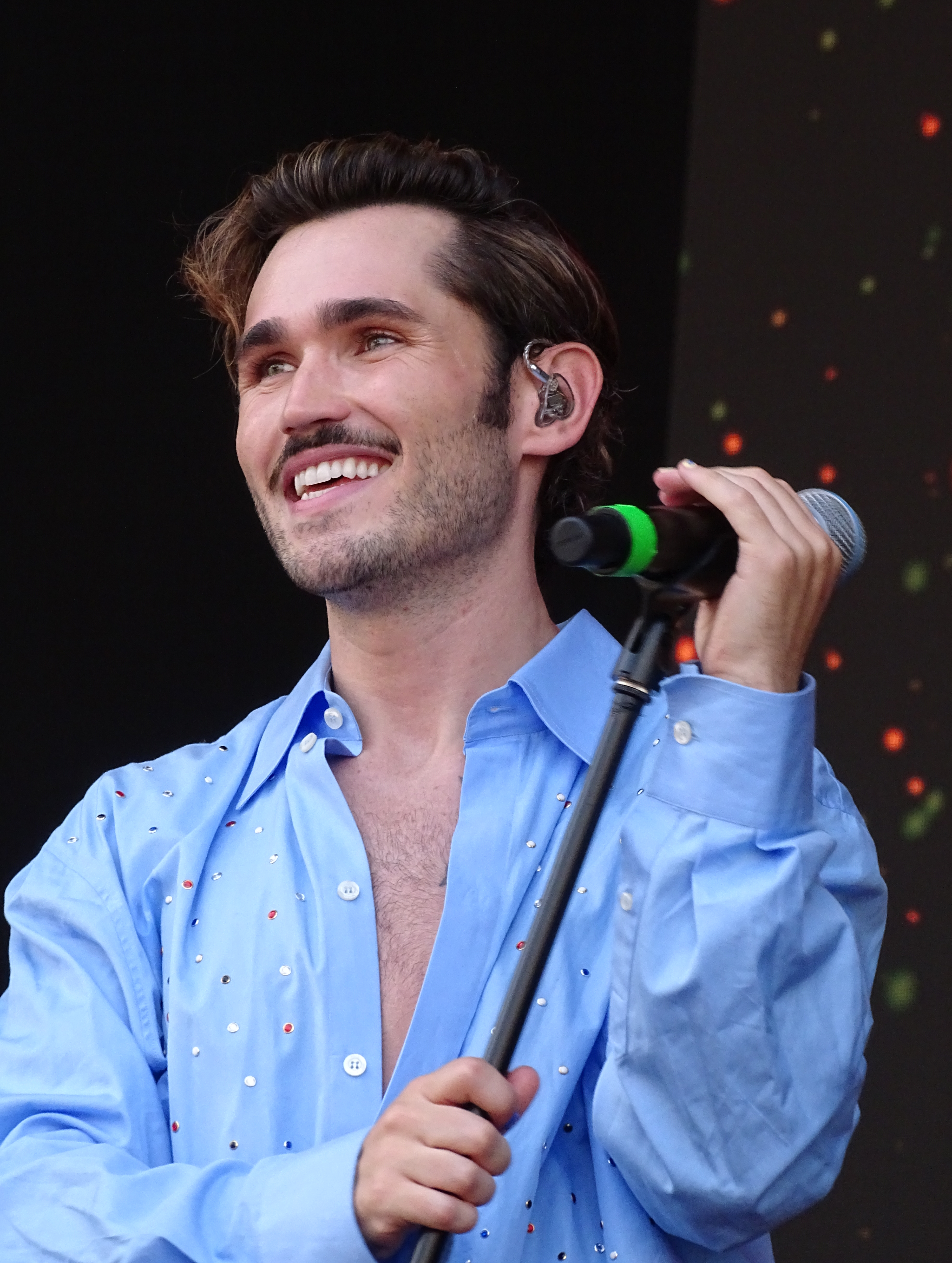
Moss Kena 2025

Moss Kena (* 1998 oder 1999 in London als Thomas McKenna) ist ein britischer Singer-Songwriter.

## Leben
Moss Kena wuchs als Sohn einer Plattenladenbesitzerin in London auf. Mit 15 Jahren ging er von der Schule ab und begann als Singer-Songwriter in Coffeeshops und Einkaufszentren aufzutreten. Im Wesentlichen geprägt von Amy Winehouse begann Kenas musikalische Karriere mit einer Coverversion von Kendrick Lamars Song These Walls vom Album To Pimp a Butterfly, das auch die Aufmerksamkeit des Rappers erregte.
Es folgten 2018 die beiden die Extended Plays One+One und Found You in 06. 2019 begleitete er Rita Ora auf ihrer UK-Tour und veröffentlichte den Track You and Me zusammen mit Miraa May und dem Rapper Buddy über Ministry of Sound. Im selben Jahr verkaufte er das Camden Assembly aus und veröffentlichte die Single Begging, die von Mark Crew, Dan Smith und Dan Priddy produziert wurde.
Der Durchbruch gelang ihm 2021 mit dem Song Fireworks von Purple Disco Machine feat. The Knocks, an dem er als Sänger und Songwriter beteiligt war. Der Erfolg dieses Songs bescherte ihm zahlreiche Auftritte in Deutschland. 2022 folgten weitere erfolgreiche Kollaborationen mit deutschen DJs wie Forgot How to Love von Alle Farben und Over You von Sharam Jey & Celestal. Er trat unter anderem im ZDF-Fernsehgarten sowie bei Willkommen 2024 am Brandenburger Tor auf.
Sein Lebensmittelpunkt verlagerte sich immer mehr nach Deutschland, sodass er 2024 beschloss, endgültig nach Berlin zu ziehen. 2025 nahm er an Chefsache ESC 2025 – Wer singt für Deutschland?, der deutschen Vorentscheidung zum Eurovision Song Contest, teil. Dort belegte er im Superfinale den dritten Platz.

## Diskografie

### EPs
- 2018: Found You in 06
- 2018: One + One
- 2019: Live Acoustic Sessions

### Singles
- 2016: These Walls
- 2017: 48 (feat. Jay Prince)
- 2017: Newno (mit Iophiile & Nick Grant)
- 2018: Problems (Rework) (mit They & Rhapsody)
- 2018: Real Connection (mit Toddla T)
- 2018: Silhouette
- 2018: Boo’d Up (Ella Mai Cover)
- 2019: Touch (Grades Remix)
- 2019: Be Mine
- 2019: New Start
- 2021: Let’s Get Naked (mit Korres)
- 2021: Fireworks (Purple Disco Machine feat. The Knocks)
- 2021: Reminds Me Of You (mit Toby Romeo)
- 2022: Over You (mit Sharam Jey & Celestal)
- 2022: Forgot How to Love (mit Alle Farben)
- 2024: California Lover
- 2025: Nothing Can Stop Love